# Музей-садиба Героя України В. М. Чорновола
Музей-садиба Героя України В. М. Чорновола — музей, що розмістився у будинку, де В'ячеслав Максимович Чорновіл провів юнацькі роки та проживали батьки Героя України. Був відкритий 24 грудня 2007 р. Музей-садиба є відділом Черкаського обласного краєзнавчого музею.
Директор музею-садиби: Стрижиус Василь Васильович.
Відвідування та екскурсія — безкоштовні.

## Історія

Музей-садиба Героя України В'ячеслава Чорновола. с. Вільховець 2012 р.

У цьому будинку проживав разом з батьками В. М. Чорновіл. Тут пройшли дитячі та юнацькі роки В'ячеслава, старшого брата Бориса та молодшої сестри Валентини. У 1955 р. В'ячеслав Чорновіл закінчив Вільховецьку школу із золотою медаллю.
Будинок після трагічної загибелі В'ячеслава Максимовича Чорновола був занедбаний. Завдяки сестрі Валентині Максимівні та небайдужим людям було впорядковано будинок та прилеглу територію, щоб не проходило подальше його руйнування.

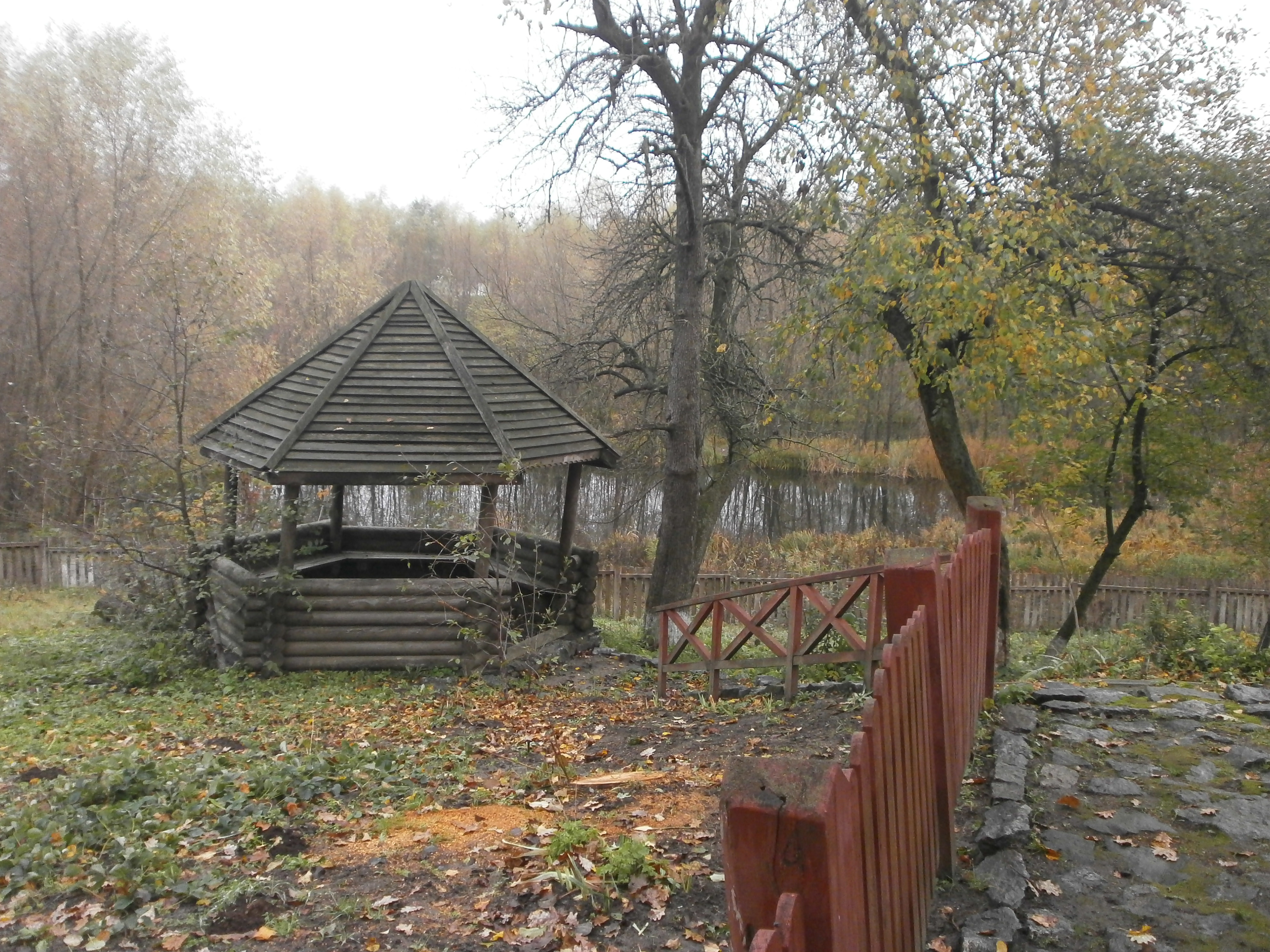
Вид на ставок та альтанка у дворі музею-садиби Героя України В. М. Чорновола. 2017 р.

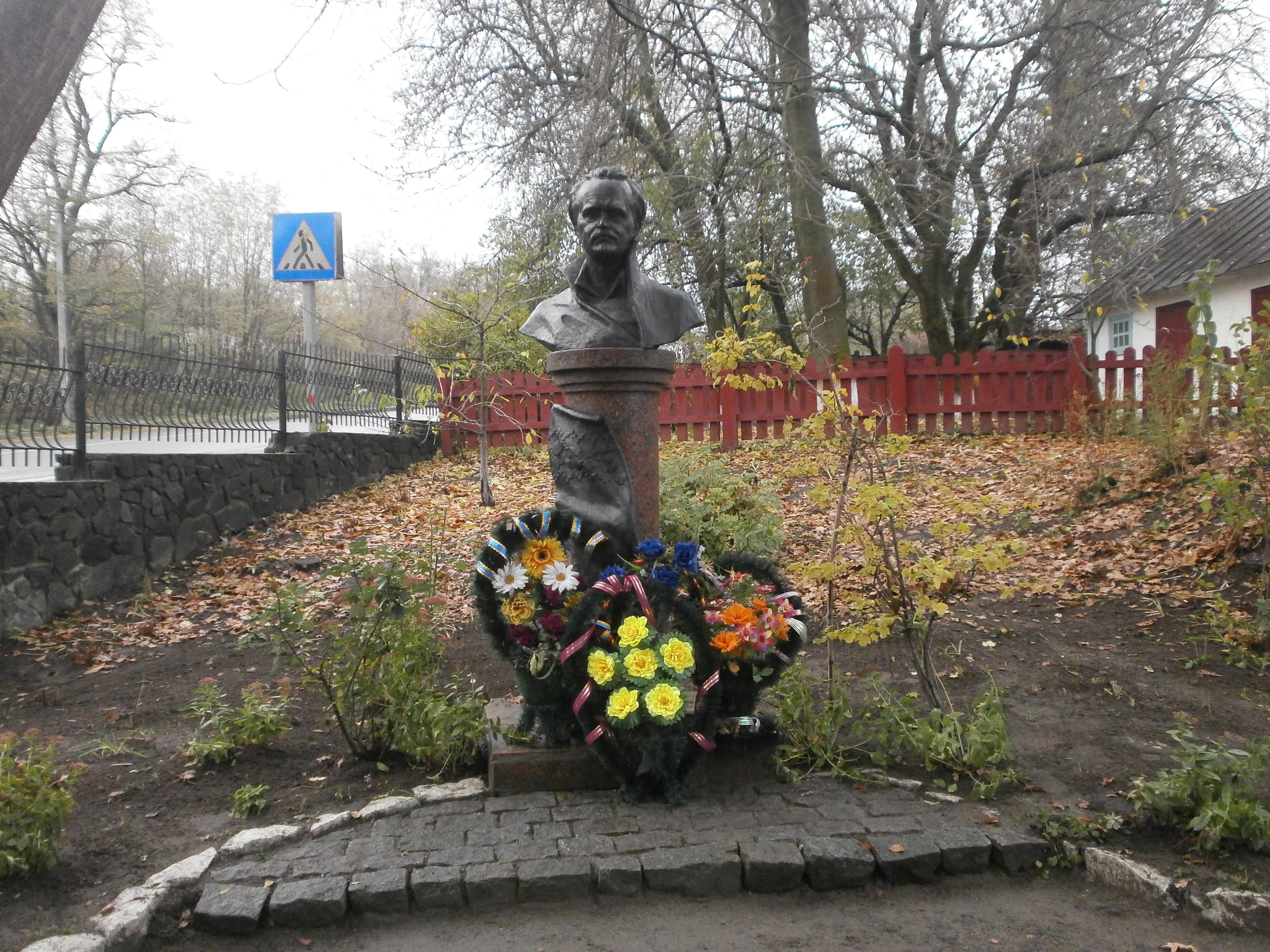
Погруддя В'ячеслава Чорновола у музеї-садибі в с. Вільховець. Автор Владислав Демйон. 2017 р. Знаходилось біля хати до 2018 р. В ніч на 23 травня 2018 р. було викрадене невідомими.

У 1999 р. будинок був переданий сестрою Валентиною Максимівною до Черкаського обласного краєзнавчого музею. У 2007 р. завдяки наполегливості сестри Валентини, членам Народний рух України та односельцям вдалося започаткувати музей.
Експозиція відкрилася до 70-річчя з дня народження видатного політичного діяча В. М. Чорновола.
Автори музейної концепції музею-садиби намагалися максимально зберегти й відтворити інтер'єр та предмети. що оточували В'ячеслава Максимовича у рідній домівці.
У будинку є п'ять кімнат: стоять шафа, стіл, ліжко, диван, скриня, тумбочка, які були там і при житті В'ячеслава Чорновола. Тут же — книги В'ячеслава Максимовича, на стінах — його портрет, картини й фотографії, рушники, вишиті його мамою Килиною Харитонівною

## Музейна робота
Щороку музей-садибу відвідують близько 6000 чоловік.
Періодично у музеї проводять тематичні виставки, присвячені Чорноволу. Поряд з будинком знаходиться погруддя Герой України В'ячеслав Максимович Чорновіл.Автор — черкаський митець Владислав Димйон. В ніч на 23 травня 2018 р. було зруйновано пам'ятник та викрадено бронзове погруддя. Автор нового погруддя — черкаський скульптор Іван Фізер. Відкрили відновлену скульптуру 24 грудня 2018 р.
У 2012 р. музейна колекція поповнилася новими експонатами. Щороку музей відвідують не тільки українські, а й зарубіжні туристи та делегації. На день народження В'ячеслава Чорновола сюди приїздять представники Народний рух України та громадськості, щоб вшанувати його пам'ять